# Antonio Carbajal
Antonio Félix Carbajal Rodríguez (Ciudad de México, 7 de junio de 1929-León, Guanajuato, 9 de mayo de 2023), apodado como la Tota, fue un futbolista y entrenador mexicano. Como jugador disputó cinco copas mundiales, entre 1950 y 1966, lo que le valió el apodo del Cinco Copas. Este logro permaneció como un récord único durante 32 años, hasta que fue igualado por cinco futbolistas: Lothar Matthäus en Francia 1998, Rafael Márquez en Rusia 2018, y Lionel Messi, Cristiano Ronaldo y Andrés Guardado en Catar 2022.
Es reconocido por la Federación Internacional de Historia y Estadística de Fútbol como el Mejor Portero de la Concacaf del siglo XX. Fue el último sobreviviente entre los futbolistas que participaron de la Copa Mundial 1950, tras el fallecimiento del paraguayo Darío Jara Saguier.
Carbajal falleció el 9 de mayo de 2023 en León, Guanajuato; a la edad de 93 años. Había sido hospitalizado la semana anterior por problemas de presión arterial.

## Trayectoria como jugador

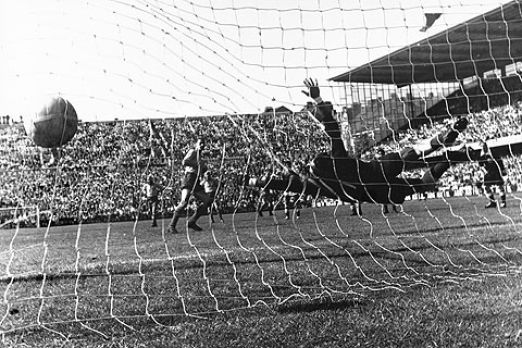
El futbolista sueco Liedholm marca un gol (2-0) en el Suecia-México, Mundial de 1958.

### Sus inicios
Comenzó su carrera como futbolista amateur en el Club Oviedo, en 1942, hasta que fue vendido al Real Club España por la cantidad de once balones. Así eran los tratos en esa época romántica del futbol mexicano.
En este equipo coincidió con José Alfredo Jiménez, quien también era portero y que posteriormente sería un famoso cantante y compositor de música ranchera.

### Real Club España
El 2 de diciembre de 1948 debutó con el Real Club España, en donde alternó con figura como Isidro Lángara y Carlos Laviada. En 1950 dejó este club tras su desaparición por situaciones políticas.

### Club León
En 1950 se incorporó al Club León donde permaneció hasta su retiro en 1966. Con este equipo ganó dos campeonatos de Liga (1951-52 y 1955-56).

### Selección nacional
Su primera experiencia con la selección nacional fue en los Juegos Olímpicos de Londres 1948, pero no jugó.
Carbajal jugó su primer partido mundialista en la inauguración en la Mundial de Brasil 1950 frente al anfitrión Brasil en el Maracaná, manteniéndose como titular en los otros dos partidos contra Yugoslavia y Suiza.
En el Mundial de Suiza 1954 fue titular en el partido contra Francia, pero una lesión en un dedo le impidió jugar el debut contra Brasil.
En los mundiales de Suecia 1958 y Chile 1962 fue titular indiscutible y disputó todos los partidos de la Selección mexicana, por lo que estuvo presente en el primer partido empatado por esta selección en un mundial contra Gales en 1958, y la primera victoria contra Checoslovaquia en 1962, la que posteriormente sería subcampeona del mundo.
En la Copa del Mundo Inglaterra 1966 viajó como suplente de Ignacio Calderón, jugando el tercer encuentro de la Selección mexicana contra Uruguay en el Estadio de Wembley. Este partido, que terminó empatado a cero, fue el último que disputó como profesional.

## Trayectoria como entrenador

### León
En la temporada 1969-70, “La Tota” Carbajal sustituyó en la dirección técnica del Club León a Luis Grill Prieto, debutando el 12 de octubre de 1969 en una victoria de 1-0 sobre el Atlante (jornada 19). En dicha temporada León concluyó en séptimo lugar.
El Torneo México 70 fue la siguiente temporada, iniciando de nuevo Luis Grill, pero antes de la finalización Antonio Carbajal fue reinstalado como entrenador. León acabó en el cuarto lugar con 33 puntos.
Desde la temporada 1966-67, a instancias del entrenador Luis Grill, el Club León se había establecido como un equipo con únicamente jugadores mexicanos. En la temporada 1970-1971, la directiva cambio de visión siendo Carbajal el encargado de identificar e incorporar al equipo a los argentinos Jorge Davino, Juan José Valiente y Rafael Albrecht ex mundialista en 1962 y 1966. Esa temporada el equipo tuvo un buen desempeño al concluir en cuarto lugar y ganar la Copa México y el Campeón de Campeones.
En la temporada 1971-1972, al mando de Carbajal el León alcanzó el sexto lugar y volvió a ganar tanto la Copa México como el campeón de Campeones.
Carbajal inició la temporada 1972-73, pero después de 12 partidos es sustituido por Rafael Albrecht, quien fungió como jugador y técnico.

### Unión de Curtidores
Para la temporada 1974-75, Unión de Curtidores contrató a Carbajal como su entrenador en su temporada inaugural en la Primera División. Esta primera temporada el equipo tuvo resultados sorprendentes con un equipo formado por jugadores desechados de otros equipos, pero bien amalgamados al concluir en tercer lugar y calificar a la liguilla. En la temporada 1975-76, el equipo nuevamente calificó a la liguilla ahora siendo eliminados en semifinales. Al final de esta temporada, Carbajal ganó el Trofeo Citlalli como mejor entrenador de la Primera División. Estas dos temporadas fueron las dos únicas ocasiones en las que Unión de Curtidores pudo calificar a la liguilla en su historia.

### León
En la temporada 1978-79, Carbajal regresa a la dirección técnica del Club León, pero una derrota de 0-1 frente al Atlético Potosino (jornada 21), siendo cesado la temporada siguiente. Esta fue la última ocasión que dirigió al Club León.

### Selección nacional
Entre 1979 y 1981 Carbajal fue asistente del entrenador de la selección mexicana de futbol, Raúl Cárdenas de la Vega.

### Atletas Campesinos
Mientras era asistente en la selección nacional, Carbajal aceptó una propuesta del Atletas Campesinos para dirigir los partidos de la liguilla de la temporada 1979-80 de la Segunda División, con la finalidad de ascender al equipo a la Primera División. En mancuerna con Antonio Ascencio, Carbajal logró el campeonato y ascenso el 22 de junio de 1980, tras derrotar 2-1 a los Osos Grises de Toluca, el cual era favorito para ser campeón y lograr el ascenso.
A pesar de recibir una propuesta de continuar con el equipo ahora en la Primera División, no la aceptó por lo que regresó a la selección nacional.

### Atlético Morelia
A mitad de la temporada 1984-85, Antonio Carbajal llegó al banquillo de los Canarios del Atlético Morelia con el objetivo de evitar el descenso. Debutó el 6 de enero de 1985 con un empate de 0-0 contra los Cachorros del Atlético Potosino (jornada 21). En la última fecha del torneo regular logró el salvamento de Morelia tras un triunfo sobre los Camoteros del Club Puebla.
El torneo Prode 85 resultó significativo para Morelia, ya que obtuvo su primera calificación a una liguilla en Primera División. En la temporada 1986-87, Carbajal llevó a Morelia a disputar su primera liguilla en torneos largos y su primera semifinal.
En la temporada 1987-88, Morelia de nuevo calificó a la liguilla y alcanzó sus segundas semifinales consecutivas. En dichas semifinales, Morelia empató a 4-4 en el global con América y en los tiempos extras igualaron 1-1. Carbajal se llevó a su equipo al vestidor al considerar que ese gol valía doble cuando no era correcto, provocando que el árbitro obligara al equipo regresar a la cancha. América se impuso en los penales.
Luego de casi 11 años al frente de Morelia, Carbajal causó baja tras un mal inicio en la temporada 1995-96. Su último partido dirigido en Primera División fue el 23 de septiembre de 1995, en una derrota 1-0 contra Tigres de la UANL en la jornada 5.

### Estilo de dirección
Antonio Carbajal se caracterizó como un técnico que normalmente contó con plantillas de jugadores modestas, desechos de otros equipos, por lo que trató de paliar la falta de recursos con la exigencia de entrega y lucha permanente. Esta visión le permitió obtener logros iniciales con los equipos a los que dirigió:
1.- Con Club León ganó la Copa México y el campeón de Campeones las dos únicas temporadas completas que pudo dirigir a este equipo, aunque la plantilla de los Panzas Verdes en ese tiempo no era modesta.
2.- Llevó a Unión de Curtidos a sus únicas liguillas en sus dos primera temporadas en Primera División.
3.- Salvó a Morelia del descenso y en la siguiente tres temporadas calificó al equipo a las primeras liguillas de su historia. Un equipo con modesto presupuesto pero ahí estaban los resultados.
4.- Esta visión también la aplicó durante los pocos partidos que dirigió a Atletas Campesinos en la exitosa búsqueda del ascenso. Jaime Álvarez, delantero de ese equipo en la temporada 1979-80, afirmó: “[Carbajal] es un hombre que se caracteriza por su ímpetu y fé, que nos ha transmitido para estar ahora en la pelea por el ascenso” (El Informador, 18-VI- 1980).
No obstante, al final de su carrera recibió críticas de que se trataba de un entrenador “pasado de moda” que no aplicaba estrategias sofisticadas. Harían ese comentario pero los equipos dirigidos por Carbajal luchaban todo el encuentro y los resultados exitosos saltaban a la vista y en la tabla de clasificación.

## Reconocimiento
En la final de la Copa Confederaciones 1999 la FIFA, en conjunto con la Federación Mexicana de Fútbol, le otorgan un reconocimiento a su trayectoria, quedando ubicado entre los primeros 100 jugadores históricos a nivel mundial.
Dentro de las canchas de fútbol logró entablar una relación de amistad con el cantante guanajuatense José Alfredo Jiménez, relación que se convirtió en una fraternidad, hasta el fallecimiendo del cantautor en 1973. Sin duda alguna dos leyendas mexicanas que ha dado Guanajuato al mundo aunque Antonio es oriundo de la Ciudad de México.

### Homenaje póstumo
Por eso el club esmeralda abrió las puertas del Nou Camp a las 14:00 horas, para rendir homenaje a su legendario guardameta. El féretro fue colocado bajo la portería, acompañado de una fotografía de su etapa como guardameta. Antonio “La Tota” Carbajal recibió el adiós por parte de familiares, amigos y aficionados que acudieron en gran número para una despedida de cuerpo presente, acompañado de la música de su gran amigo José Alfredo Jiménez.
Horas antes de la apertura del Nou Camp se realizó una misa de cuerpo presente en el Templo Expiatorio, a donde acudieron también directivos del club Panzas Verdes de León, pero no de la Federación Mexicana de Futbol ni de Selecciones Nacionales, mostrando su falta de calidad humana y un total desprecio a una gloria no solo del futbol mexicano sino del mundo.
Al filo de las 16:00 horas el féretro de Antonio Carbajal Rodríguez fue retirado al son de “Caminos de Guanajuato”.

### Muerte
La Tota, el histórico Cinco Copas, falleció el 9 de mayo de 2023 a los 93 años en un hospital de León, Guanajuato, ya que estaba internado desde hacía una semana por alteraciones en la hipertensión arterial y posteriormente complicaciones de su cardiopatía hipertensiva y aterosclerosa.

## Clubes
| Club                | País                | Año                 | Partidos jugados | Goles |
| ------------------- | ------------------- | ------------------- | ---------------- | ----- |
| Real Club España    | México              | 1948-1950           | 45               | 0     |
| Club León           | México              | 1950-1966           | 364              | 0     |
| Total en su carrera | Total en su carrera | Total en su carrera | 409              | 0     |

### Estadísticas con su selección
| Selección                     | Año       | Partidos jugados | Goles |
| ----------------------------- | --------- | ---------------- | ----- |
| Selección de fútbol de México | 1950-1966 | 48               | 0     |

## Participaciones en fases finales

### Participaciones en Copas del Mundo
| Mundial                        | Sede                     | Resultado                | Partidos disputados | Goles recibidos |
| ------------------------------ | ------------------------ | ------------------------ | ------------------- | --------------- |
| Copa Mundial de Fútbol de 1950 | Brasil                   | Primera fase             | 3                   | 10              |
| Copa Mundial de Fútbol de 1954 | Suiza                    | Primera fase             | 1                   | 3               |
| Copa Mundial de Fútbol de 1958 | Suecia                   | Primera fase             | 3                   | 8               |
| Copa Mundial de Fútbol de 1962 | Chile                    | Primera fase             | 3                   | 4               |
| Copa Mundial de Fútbol de 1966 | Inglaterra               | Primera fase             | 1                   | 0               |
| Total en Copas del Mundo       | Total en Copas del Mundo | Total en Copas del Mundo | 11                  | 25              |

### Participaciones en Juegos Olímpicos
| Edición      | Sede        | Resultado    | Partidos disputados | Goles recibidos |
| ------------ | ----------- | ------------ | ------------------- | --------------- |
| Londres 1948 | Reino Unido | Primera fase | 0                   | 0               |